# München U-Bahn
München U-Bahn er et metrosystem i den tyske by München. Den første strækning åbnede i 1971, forud for de olympiske lege i byen i 1972, og er løbende udvidet siden. Den hører således til blandt Europas nyere metroer.
I dag består München U-Bahn af 6 linjer der samler sig to og to i tre centrale tunneler gennem centrum. De suppleres af Münchens S-Bahn-system der dækker både forstæder og centrale dele af München.

48°08′00″N 11°34′00″Ø / 48.1333°N 11.5667°Ø